# Hackenheide
Hackenheide este o arie protejată (arie specială de conservare — SAC, sit de importanță comunitară — SCI) din Germania întinsă pe o suprafață de 1.208,85 ha, integral pe uscat.

## Localizare
Centrul sitului Hackenheide este situat la coordonatele 52°14′52″N 12°46′34″E / 52.2478°N 12.7761°E.

## Înființare
Situl Hackenheide a fost declarat sit de importanță comunitară în martie 2004.

## Biodiversitate
Situată în ecoregiunea continentală, aria protejată conține 3 habitate naturale: Vegetație psamofilă uscată cu Calluna și Genista, Vegetație psamofilă uscată cu pășuni deschise de Corynephorus și Agrostis, Pajiști uscate europene.
La baza desemnării sitului se află o specie protejată de  mamifere: lupul (Canis lupus).